# HMS King George V (41)
HMS King George V var det första slagskeppet i den brittiska King George V-klassen. King George V kölsträcktes 1937 och togs i bruk 1940 och tjänstgjorde under andra världskriget på alla tre stora krigsskådeplatser, Atlanten, Medelhavet och Stilla havet, samt som en del av den brittiska hemmaflottan och Stillahavsflottan. I maj 1941 deltog King George V tillsammans med HMS Rodney i jakten på det tyska slagskeppet Bismarck och tillfogade till slut allvarliga skador som ledde till att det tyska fartyget sjönk. Den 1 maj 1942 sjönk jagaren HMS Punjabi efter en kollision med King George V i dimma. King George V deltog i Operation Husky (de allierade landstigningarna på Sicilien) och besköt ön Levanzo och hamnen i Trapani. Hon eskorterade också en del av den beslagtagna italienska flottan, som inkluderade slagskeppen Andrea Doria och Duilio, till Malta. År 1945 deltog King George V i operationer mot japanerna i Stilla havet.
King George V utsågs till flaggskepp för den brittiska hemmaflottan den 1 april 1941 och förblev det under resten av kriget och tills november 1947 då hon konverterades till ett utbildningsfartyg.

## Design

### Generella egenskaper
King George V byggdes av Vickers-Armstrong på Walker Naval Yard i Newcastle upon Tyne; det kölsträcktes den 1 januari 1937, sjösattes den 21 februari 1939 och togs i bruk den 11 december 1940. Fartyget hade en total längd på 227 meter, en bredd på 34 meter och ett djupgående på 10 meter. Hennes deplacement var 38 031 ton vid normal last och 42 237 ton vid full last. Efter ombyggnaden 1944 ändrades det till 39 100 ton vid normal last och 44 460 ton vid full last. Fartyget hade en kapacitet för 3 918 ton tjockolja, 192 ton dieselolja, 256 ton reservmatningsvatten och 444 ton färskvatten. Baserat på den teoretiska bränsleförbrukningen var räckvidden 4 000 nautiska mil (7 400 km) vid 25 knop (46 km/h), 10 250 nautiska mil (18 980 km) vid 15 knop (28 km/h) och 14 400 nautiska mil (26 700 km) vid 10 knop (19 km/h). I praktiken var dock bränsleförbrukningen mycket högre, och vid 16 knop (30 km/h) var den faktiska räckvidden cirka 6 300 nautiska mil (11 700 km) med en reserv på fem procent. Konstruerad inom de snäva begränsningarna på 35 000 ton i Washingtonfördaget, gjorde krigets verklighet det nödvändigt att öka det deplacementet, vilket allvarligt reducerade fribordet och påverkade sjödugligheten. Detta var mest akut vid den redan låga fören. Med för lite flytkraft framåt blev fören och de främre tornen lätt översköljda även i måttlig sjö. Vid kraftig sjögång kunde "A"-tornet översvämmas.

### Maskineri
King George V var utrustad med åtta Admirality-pannor. Denna konfiguration var lite mer konventionell än den föregående Nelson-klassen, med pannrummen placerade sida vid sida och med varje par kopplat till ett turbinrum akter om dem. Den 416 ton tunga pannanläggningen producerade mer än 100 000 axelhästkrafter (75 000 kW), vilket gav en toppfart på 28 knop. De åtta pannorna var bättre i fråga om utrymme och bränsleförbrukning än de tjugofyra pannorna i slagkryssaren HMS Hood. Färre, men större pannor minskade vikten per levererad värmeenhet, liksom ökad pannverkningsgrad och bränsleförbrukning. Detta gjorde King George V till det snabbaste slagskeppet i den brittiska flottan men långsammare än de tyska, franska eller de nya italienska huvudfartygen, eller slagkryssarna HMS Hood, Repulse och Renown.
King George V hade fyra uppsättningar växlade Parsonturbiner. En hastighet på 28,5 knop förväntades vid standarddeplacement och 27,5 knop vid full last vid normal effekt.

### Bestyckning

#### Huvudartilleri

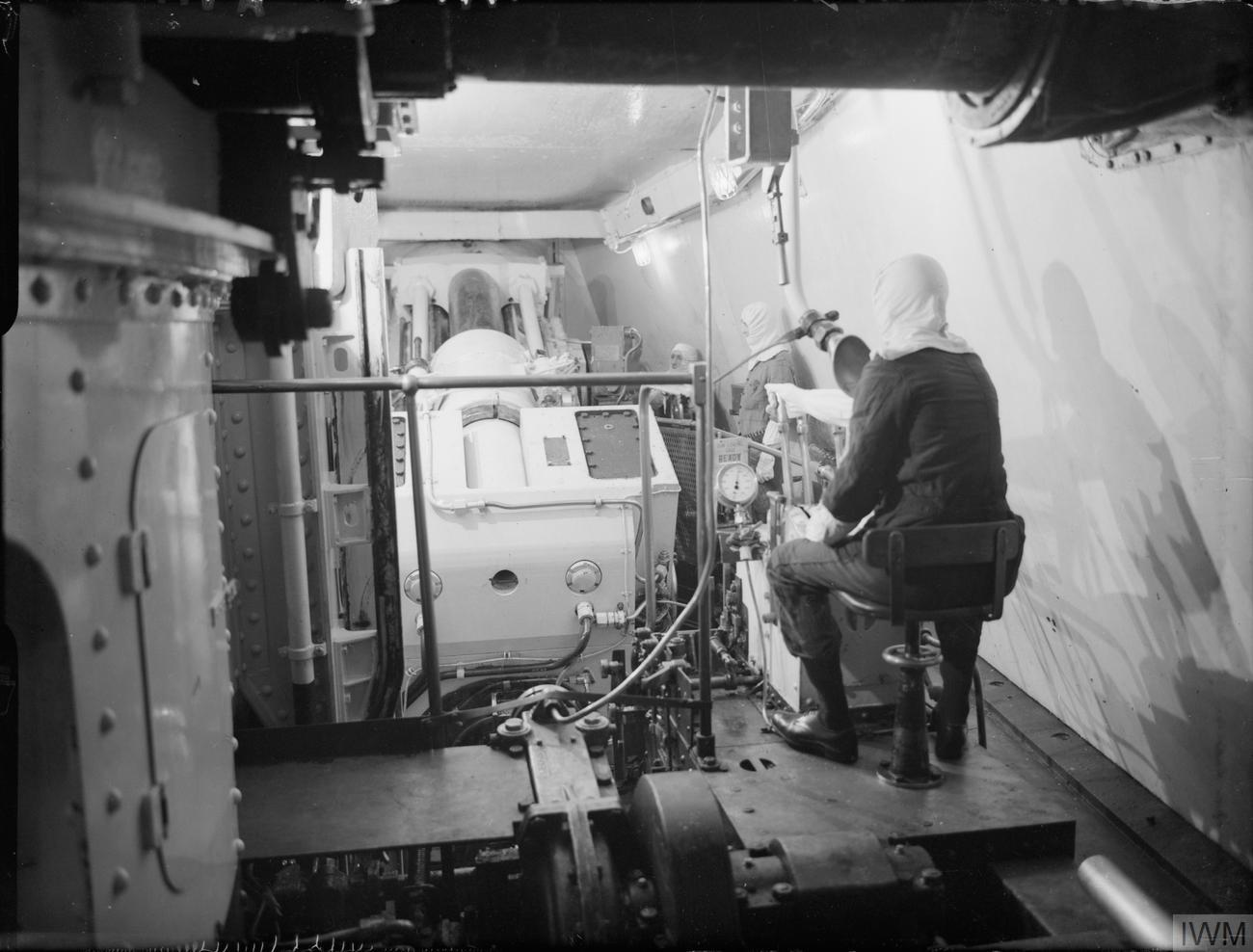
Insidan på ett av 35,6 cm kanontornen

De snäva begränsningarna i Washingtonavtalet gav upphov till många utmaningar och krävde svåra kompromisser om de skulle uppfyllas. För att undvika att klassens bestyckning skulle bli underlägset de andra flottornas nya fartyg, särskilt som Japan och Italien i mitten av 1930-talet hade avstått från fördraget, skrev Churchill 1936 till förste sjölorden och uttryckte starka invändningar mot den föreslagna beväpningen med tio 35,6 cm kanoner. Hans förslag var nio 40,6 cm kanoner. När King George V var färdigbyggd monterades dock tio 35,6 cm kanoner. De var monterade i ett Mark II-dubbeltorn i fören och två fyrdubbla Mark III torn, ett i fören och ett i aktern. De kunde höjas 40 grader och sänkas 3 grader. En full bredsida, som kunde avfyras var 30:e sekund, vägde 7235 kg. De fyrdubbla tornen vägde 1 582 ton, dubbeltornet 915 ton. Under sommaren 1941 fick slagskeppen i King George V-klassen sina huvudkanontorn modifierade för att korrigera de operativa fel som uppdagades under jakten på Bismarck. HMS King George V använde ett Admiralty Fire Control Table Mark IX eldledningssystem för att styra sina tunga kanoner.

#### Sekundärartilleri

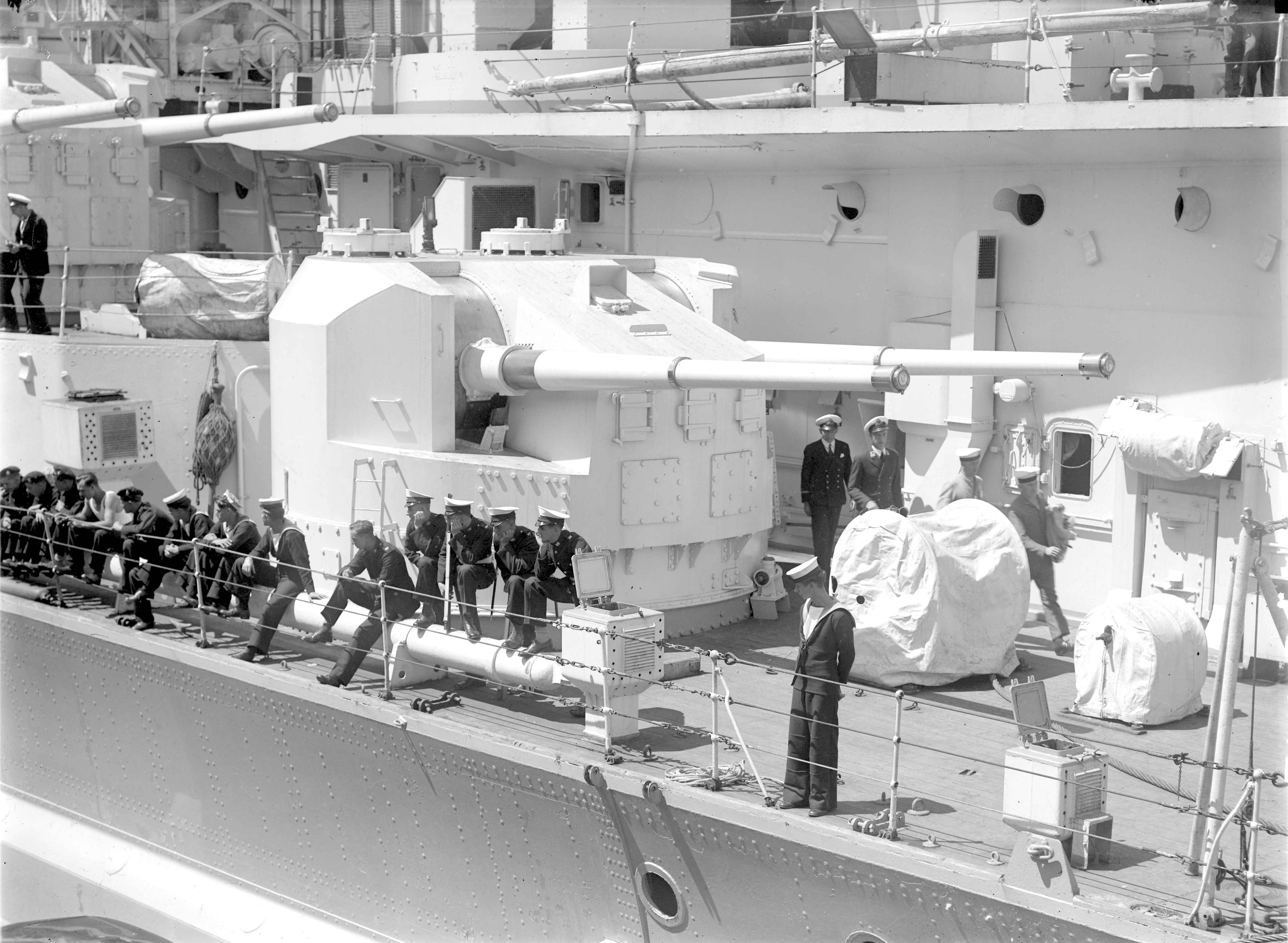
Ett av 13,3 cm kanontornen på huvuddäck

Den sekundära beväpningen bestod av sexton 13,3 cm allmålskanoner i åtta dubbeltorn, som vägde 81 ton vardera. De var grupperade vid överbyggnadens fyra hörn, med ett torn på huvuddäcket och ett ovanför det närmare midskepps. Laddningen var halvautomatisk och den normala eldhastigheten var tio till tolv skott per minut, men kunde dock i praktiken bara avfyra sju till åtta skott per minut. Mk I-kanonernas maximala räckvidd var 22 010 meter vid 45 graders vinkel och en höjd på upp till 4 935 meter mot flygplan. Kanonerna kunde höjas till 70 grader och sänkas till 5 grader.

#### Luftvärn
King George V hade fyra 12,7 mm fyrdubbla kulsprutor, men 1939 ersattes dessa med två Mark VI 40 mm "pom-pom"-fästen. 1940 monterades fyra fästen för luftvärnsraketer på B-tornet och två på Y-tornet, varav ett ersatte ett "pom-pom"-fäste. De "pom-poms" som monterades på King George V tillverkades av Vickers Armstrongs som ett resultat av ett krav efter första världskriget på ett vapen som var effektivt mot bombplan eller torpedflygplan på nära håll. Den första modellen, som testades 1927, var överlägsen alla liknande kanoner som utvecklades i andra länder vid denna tid och 1938 hade Mark VI* versionen en mynningshastighet på 730 meter per sekund. Kanonen avfyrade en granat på 0,82 kg med en hastighet av 96-98 skott per minut vid kontrollerad eldgivning och 115 skott per minut vid automatisk eldgivning. Mark VI* hade en räckvidd på 6 200 meter vid en mynningshastighet på 700 meter per sekund. Mark VI:s oktupel-fäste vägde 16 ton. Mark VII:s fyrdubbla fäste vägde 10,8 ton om det var eldrivet; det kunde höjas till 80 grader och sänkas till 10 grader med en hastighet av 25 grader per sekund och vridas med samma hastighet. Den normala ammunitionstillgången ombord för Mark VI var 1 800 granater per eldrör.

## Tjänstgöring
King George V var det första fartyget i klassen som levererades, den 16 oktober 1940. Efter färdigställandet skickades fartyget till Rosyth i Skottland den 16 oktober 1940, där hon tog ombord sin ammunition och påbörjade sjötester. I slutet av året hade hon anslutit sig till hemmaflottan vid Scapa Flow. Hon korsade Atlanten i början av 1941 för att ta Lord Halifax, ambassadör i USA, till Annapolis och skyddade en östgående konvoj på sin återresa och kom tillbaka till Scapa Flow den 6 februari. Hennes nästa uppgift var att ge distansskydd för Operation Claymore, en räd mot Lofoten utanför Norges nordvästra kust. Hon eskorterade ytterligare Atlantkonvojer, HX 104 och HX 115 under mars 1941.

### Jakten på Bismarck
När det tyska slagskeppet Bismarck tillsammans med den tunga kryssaren Prinz Eugen tog sig ut i Atlanten seglade King George V den 22 maj 1941 med hangarfartyget Victorious och elva kryssare och jagare för att stödja kryssarpatrullerna utanför Island. King George V var flaggskepp för amiral Sir John Tovey, som ledde styrkan. King George V var fortfarande 480-640 km bort på morgonen den 24 maj när systerfartyget Prince of Wales och slagkryssaren Hood angrep både Bismarck och Prinz Eugen. Hood sänktes och Prince of Wales skadades när hon besköts av både Bismarck och Prinz Eugen och tvingades retirera. Bismarck fortsatte skadad söderut med Prinz Eugen.
Britterna återfann Bismarck klockan 10.30 den 26 maj när en Catalina-flygbåt från RAF Coastal Command siktade henne på väg mot den franska hamnen Brest. Rodney och King George V befann sig fortfarande cirka 201 km bort. Hangarfartyget Ark Royal beordrades att inleda ett luftangrepp och kl. 22.25 skadade hennes formation av Fairey Swordfish-torpedflygplan Bismarck, vilket saktade ner henne och blockerade hennes roder, vilket tvingade henne att vända tillbaka ut i Atlanten, bort från säkerheten i Brest. Klockan 15:00 anslöt sig Rodney till King George V och de höll 22 knop - vilket nästan var maximal hastighet för Rodney. King George V hade bara 32 procent av sitt bränsle kvar medan Rodney bara hade tillräckligt med bränsle för att fortsätta jakten i hög fart fram till kl. 8.00 följande dag.
Amiral Tovey signalerade sin stridsplan till Rodney strax före soluppgången den 27 maj; hon var fri att manövrera självständigt så länge hon i stort sett följde King George V:s rörelser. Båda fartygen skulle så snabbt som möjligt minska avståndet till 14 000 meter och sedan vända sig om för att skjuta en bredsida.
Klockan 08:15 upptäckte kryssaren Norfolk Bismarck och vände bort utom räckhåll. Hon fick snart syn på de andra brittiska fartygen på sin styrbords sida och informerade dem om att Bismarck befann sig ungefär 46 000 meter åt sydväst. Klockan 08:43 hade King George V Bismarck i sikte, på 18 700 meter. Fyra minuter senare öppnade Rodney eld. King George V öppnade eld mindre än en minut efter. Bismarck svarade nästan omedelbart och besköt Rodney med sin andra salva. Klockan 08:59 hade King George V närmat sig 15 000 meter och avfyrade alla hennes 35,6 cm kanoner; medan Rodney avfyrade salvor från sina 40,6 cm salvor. Bismarck koncentrerade alla sina återstående kanoner på King George V, men bara enstaka granater träffade i närheten. Klockan 09:14 hade King George V, på 11 000 meter, öppnat eld med sina 13,3 cm kanoner, och Rodney hade närmat sig till 7 800-8 200 meter.
Klockan 09:27 träffade en granat Bismarck och trängde in i maskineriet i torn "Anton" och satte det ur funktion. Efter att ha skjutit i över 30 minuter utan några problem började King George V, kl. 09.27, få problem med sitt huvudbatteri, och från och med den tidpunkten missade varje kanon minst en salva. Klockan 10.21, när Bismarck var tystad och uppenbarligen höll på att sjunka, gav amiral Tovey kryssaren Dorsetshire order om att sänka henne med torpeder. King George V avfyrade 339 stycken 35,6 cm och över 700 13,3 cm granater under striden. Eftersom både Rodney och King George V hade ont om bränsle återvände de till hamnen i 19 knop (35 km/h), eskorterade av elva jagare för att skydda sig mot tyska luft- eller ubåtsattacker. Nästa dag, efter att eskorten reducerats till tre jagare, attackerade fyra tyska flygplan men de fick inga träffar. Både King George V och Rodney återvände till hamnen säkert, men jagaren Mashona, som skickats i förväg för att bunkra, bombades och sänktes.

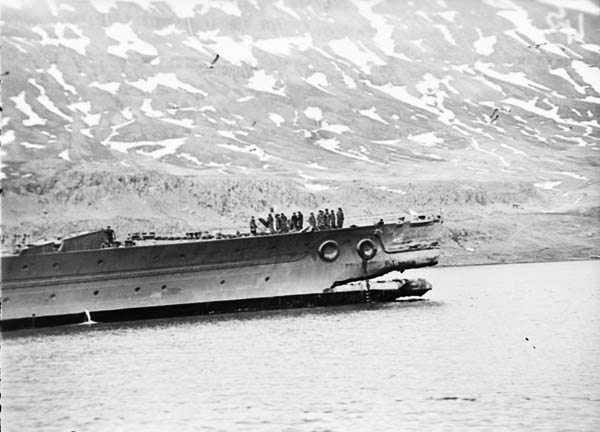
Skadan på King George V:s för efter kollisionen med HMS Punjabi

### Kollisionen med HMSPunjabi
Efter reparationer av kanonerna attackerade King George V tysk sjöfart i Glomfjorden i Norge i oktober 1941. Därefter eskorterade hon konvojer till Ryssland. Den 1 maj 1942 opererade hon tillsammans med slagskeppet USS Washington som eskort till konvoj PQ 15 och kolliderade med jagaren HMS Punjabi, som hade manövrerat för att undvika en mina och korsat hennes bog i tät dimma. Punjabi skars i två delar och sjönk medan King George V fick 12 meter av sin bog svårt skadad. King George V dockades i Liverpool den 9 maj för att repareras och återvände till Scapa Flow den 1 juli 1942. Slagskeppet lämnade inte Scapa Flow förrän den 18 december, då det slutligen återupptog rollen som konvojeskort och gav distansskydd åt den arktiska konvojen JW 51A.

### Medelhavet
I maj 1943 flyttades King George V till Gibraltar som förberedelse för Operation Husky. King George V och hennes systerfartyg Howe tilldelades reserv gruppen när operationen inleddes den 1 juli. De två fartygen besköt Trapani på Sicilien den 12 juli och hjälpte också till att försvara mot en flygräd i Alger innan de deltog i Operation Avalanche, (de allierades invasion av Italien). De två fartygen besköt också öarna Levanzo och Favignana, varefter de ingick i reservgruppen för landstigningen i Salerno (Operation Avalanche) som inleddes den 9 september. King George V eskorterade en del av den italienska flottan, inklusive slagskeppen Andrea Doria och Duilio, till Malta efter vapenstilleståndet och tillsammans med Howe skyddade de 1:a luftburna divisionen som transporterades till Taranto som stöd för Operation Slapstick den 9-11 september av kryssaren USS Boise och det snabba minfartyget HMS Abdiel. Slagskeppet eskorterade sedan en flottstyrka som ockuperade den italienska flottbasen i Taranto. Senare eskorterade hon beslagtagna italienska fartyg från Malta till Alexandria. Efter att ha beskjutit tyska positioner under landstigningen i Salerno återvände King George V till Storbritannien.

### Stilla havet
King George V var i Liverpool för en översyn från mars till juni 1944, vilket innebar installation av ytterligare radarutrustning, fler luftvärnskanoner och förbättringar av boendet och ventilationen. Den 28 oktober 1944 seglade King George V från Scapa Flow under ledning av amiral Sir Bruce Fraser för att ansluta sig till andra enheter från Royal Navy som samlades vid Trincomalee på Ceylon. Ett stopp i Alexandria på vägen gjorde det möjligt för henne att segla till Milos i Egeiska havet för att beskjuta tyska positioner. Den 1 december återupptog hon sin resa österut och anlände till Trincomalee den 15 december. King George V gav sig iväg igen den 16 januari 1945. Flottiljen, känd som Insatsstyrka 63, bestod av King George V, hangarfartygen Illustrious, Indomitable, Indefatigable och Victorious, fyra kryssare och tio jagare. Den första etappen av resan gick ut på att täcka de 11 000 nautiska mil till Sydney; på vägen attackerade styrkan oljeraffinaderier på Sumatra i Operation Meridian. De övade också på att tanka och överföra förnödenheter till sjöss och slog tillbaka ett japanskt luftangrepp, där King George V:s luftvärn sköt ner en Mitsubishi Ki-21.
Tillsammans med Howe och med den nya beteckningen Insatsstyrka 57 deltog den brittiska Stillahavsflottan återigen i operationer i slutet av mars 1945, då den inledde attacker mot flygfälten i Sakishimo-Gunto, något som upprepades i början av maj. Den 4 maj 1945 ledde King George V slagskepp och kryssare i ett fyrtiofem minuter långt bombardemang av japanska flyganläggningar på Ryukyuöarna. När de allierade närmade sig det japanska hemlandet skickades King George V i mitten av juli för att tillsammans med de amerikanska slagskeppen attackera industrianläggningar i Hitachi. King George V avfyrade 267 skott från sina 35,6 cm kanoner under denna operation. Styrkan gick sedan vidare till Hamamatsu i södra Honshu, där den genomförde ytterligare ett bombardemang av flygplansfabriker. Under Okinawa-kampanjen stödde slagskeppet fyra snabba hangarfartyg från den brittiska Stillahavsflottan. Hennes sista offensiva aktion var ett nattbombardemang av Hamamatsu den 29 och 30 juli 1945.

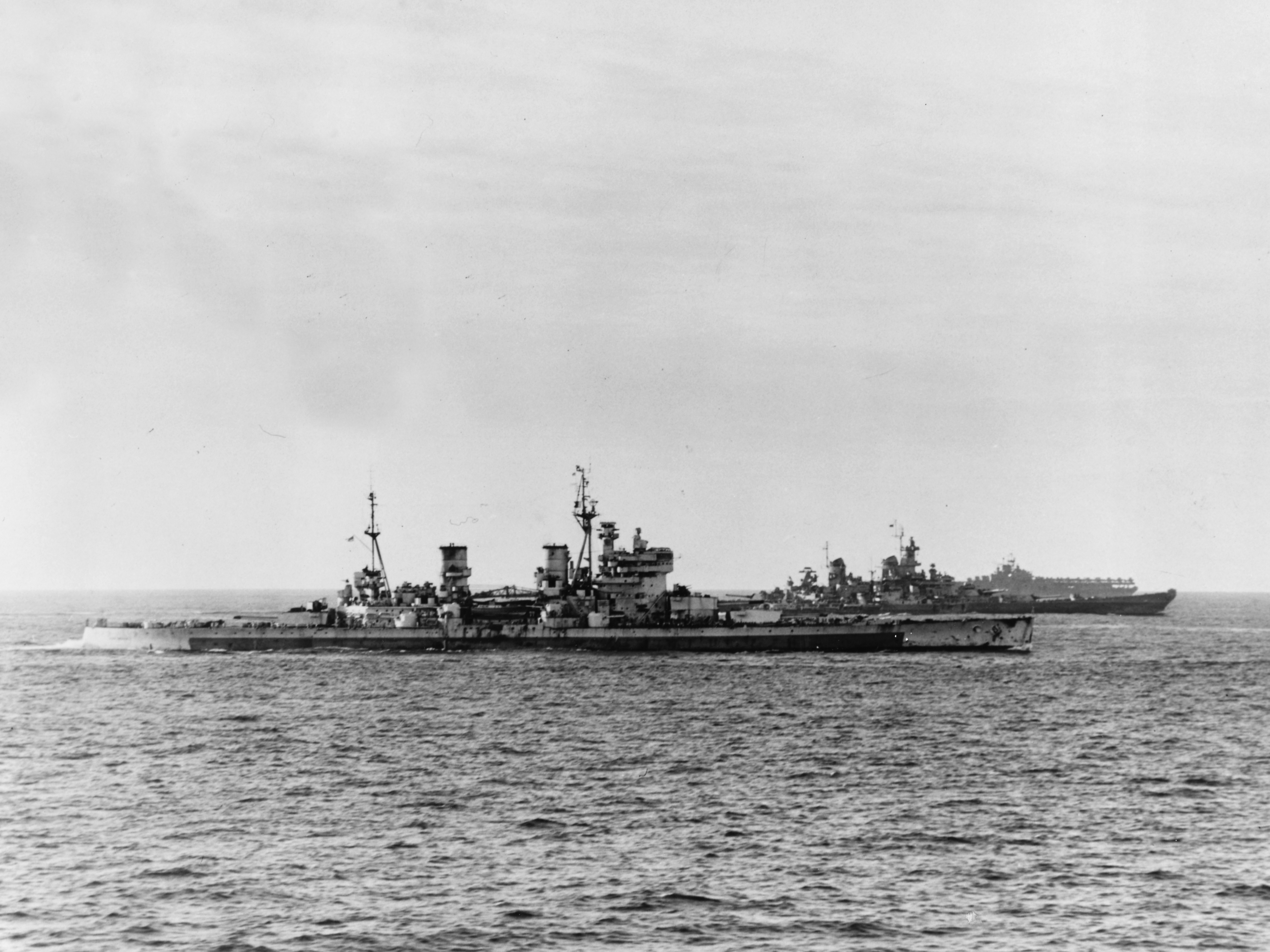
HMS King George V i Tokyobukten 1945. USS Missouri och ett Essex-klass hangarfartyg kan ses i bakgrunden

När atombomberna fälldes över Hiroshima och Nagasaki och kapitulationen följde, flyttades King George V tillsammans med andra enheter från den brittiska Stillahavsflottan till Tokyobukten för att närvara vid kapitulationsceremonierna.

### Efterkrigstiden
I januari 1946 förde hon hertigen och hertiginnan av Gloucester på ett officiellt besök i Australien och återvände till Portsmouth i mars. Hon var hemmaflottans flaggskepp fram till december 1946, efter att ha blivit ett utbildningsfartyg.
King George V:s aktiva karriär avslutades av Royal Navy i juni 1950, då hon och hennes systerfartyg lades i malpåse. King George V var det första stora krigsfartyg som bevarades på detta sätt. Detta innebar att vapnen, maskineriet och pannorna förseglades mot fukt och att avfuktare installerades överallt. I december 1955 nedgraderades hon till utökad reserv och 1957 fattades beslutet att skrota de fyra fartygen. Året därpå flyttades King George V från sin kajplats i Gareloch till Arnott Young and Co. i Dalmuir för att skrotas.

## Ombyggnader
Under sin karriär byggdes King George V om vid flera tillfällen. Nedan följer datum och uppgifter om de ombyggnader som genomförts:
| Datum              | Plats     | Beskrivning |
| ------------------ | --------- | --- |
| Tidigt 1941        |           | En Typ 271 radar tillagd. |
| December 1941      |           | Luftvärnsraketer borttagna. En fyrdubbel 40 mm "pom-pom", en oktupel 40 mm montering och 18 x Oerlikon 20 mm luftvärnskanoner tillagda.                                                                                   |
| Maj–juni 1942      | Liverpool | Skadan från kollisionen med HMS Punjabi lagad. |
| Late 1943          |           | 20 × 20 mm Oerlikon kanoner tillagda. |
| Februari–juli 1944 | Liverpool | En fyrdubbel 40 mm montering och 12 x 20 mm kanoner borttagna. 3 x oktupel monterade 40 mm "pom-pom", 6 x dubbelmonterade 20 mm och 2 x fyrdubbla Bofors 40 mm luftvärnskanoner tillagda. Flygplansfaciliteter borttagna. |
| 1945               |           | 2 x 20 mm kanoner borttagna och 2 x 40 mm Bofors 40 mm kanoner tillagda. |